# 岩倉城 (尾張国)
岩倉城（いわくらじょう）は、尾張国丹羽郡岩倉（現愛知県岩倉市下本町）にあった日本の城。岩倉市指定史跡。

## 概要
文明11年（1479年）頃、「織田伊勢守家」当主の織田敏広（または織田信安の代とも）によって築城されたといわれる。
この城を拠点として「織田伊勢守家」（岩倉織田氏）は尾張上四郡を支配し、尾張守護所が置かれた清洲城を拠点として尾張下四郡を支配した「織田大和守家」（清洲織田氏）に対し、武威を示して当時の尾張では清洲城と並び、重要な城であった。
弘治2年（1556年）、稲生の戦いで城主織田信安が、「織田弾正忠家」当主の織田信長の弟で末森城主織田信行（信勝）に味方したため、信長と対立した。その後、永禄元年（1558年）、浮野の戦いで信安の跡を継いだ嫡男信賢は敗れ、翌永禄2年（1559年）3月、岩倉城に篭城するも、信長に攻撃されて岩倉城は落城した。
また一説に、岩倉落城は永禄元年（1558年）とする説もある。
標高10メートルの低い台地上に築かれた平城で、東西約104メートル、南北169メートルの規模であり、南方の小田井城と相対していた。現在の本丸跡には「岩倉城址」と「織田伊勢守城址」の碑がある。後者の碑は安政7年（1860年）に建てられたもの。なお二重の堀で囲まれた城だったらしい。

## 構造
発掘調査により、五条川の右岸において幅約10メートルと幅約23メートルの堀が各2条ずつ発見され、それぞれ外堀と内堀であると推定される。さらに内堀に囲まれた区画からは３条の区画溝が存在し、東西約43メートルの区画があることが分かった。この場所には井戸や人工的な穴が多数発見され、土師器皿や質の高い中国製の陶磁器が多数出土したため、岩倉城の中心部であったことが推定される。また、焼土面も見つかり、織田信長に焼き討ちにされた痕跡と推定される。
五条川左岸からも3条の堀と出土品が発見されたので、左岸にも岩倉城の関連施設があったことが推定される。
地籍図の分析からは、南北約900メートル東西約400メートルの規模で武家屋敷や市町が存在した分かる。

## アクセス
- 名古屋鉄道犬山線「岩倉駅」下車　徒歩15分